# Michael Trubshawe
Michael Trubshawe, född 7 december 1905 i Chichester, West Sussex, död 21 mars 1985, var en brittisk skådespelare.

## Roller i urval
- 1951 – Jag stal en miljon
- 1951 – Mon phoque et elles
- 1953 – Blixten från Titfield
- 1956 – 23 steg till Baker Street
- 1956 – Kompaniets svarta får
- 1958 – Brott och skratt
- 1961 – I ärans tecken
- 1961 – Kanonerna på Navarone
- 1961 – Oss fiender emellan
- 1963 – Den rosa pantern
- 1963 – Musen på månen
- 1964 – Dessa fantastiska män i sina flygande maskiner
- 1964 – Yeah! Yeah! Yeah!
- 1965, 1968 – The Avengers (TV-serie)
- 1967 – Min kompis Djävulen
- 1969 – Monte Carlo-rallyt eller Dessa fantastiska män i sina skumpande skraltiga automobiler